# Eleutherobia rigida
Eleutherobia rigida is een zachte koraalsoort uit de familie Alcyoniidae. De koraalsoort komt uit het geslacht Eleutherobia. Eleutherobia rigida werd in 1900 voor het eerst wetenschappelijk beschreven door Pütter. 